# یوآنیس دریموناکوس
یوآنیس دریموناکوس (به انگلیسی: Ioannis Drymonakos) (زادهٔ ۱۸ ژانویهٔ ۱۹۸۴) شناگر اهل یونان است.